# 大观茶论
《大观茶论》原名《茶論》，又稱《聖宋茶論》。學者普遍認同此書之作者為宋徽宗赵佶著于大观年间（1107年—1110年），不過當中仍然存有疑點。《大观茶论》对宋代的茶叶生产过程宋代茶具和宋代“斗茶”艺术多有详细叙述，是一部重要的茶学专著，也是世界上唯一的由在位帝王撰写的茶学专著，全书共二十章。
宋徽宗在大观茶论中介绍的泡茶法是點茶。文中说的点茶就是用茶筅搅拌茶水。因为明太祖严禁奢侈，把抹茶给禁了，抹茶在中国失传，关联的器物，抹茶碗，茶筅等也随之被遗忘。日本虽然保留了抹茶，抹茶茶道，和关联道具，但是日本的抹茶生产加工，和宋代比起来可能已经有很大不同，不能把日本抹茶和宋代的抹茶等量齐观。举个例子，比如点茶，今天的日本抹茶以热水加茶筅搅拌就可，但是大观茶论所介绍的分数次冲泡，似乎所用之茶的品种和今天日本的并不相同。